# WiiConnect24
WiiConnect24 was een kenmerk van Nintendo Wi-Fi Connection voor de Nintendo Wii-spelcomputer.
Hiermee was het mogelijk dat bepaalde processen op de achtergrond van de spelcomputer beschikbaar blijven terwijl de computer in de stand-bymodus staat.
Een voorbeeld hiervan is in het spel Animal Crossing: Let's Go to the City, waar een vriend de stad van een andere speler kan bezoeken en berichten voor hem achter kan laten zonder dat hij of zij online aanwezig is.

## De dienst
De dienst werd tevens gebruikt voor de distributie van inhoud (Engels: content), bijvoorbeeld voor software updates en het bijwerken van spelgegevens wanneer de spelcomputer niet gebruikt wordt.
Nintendo's bestuursvoorzitter Satoru Iwata omschreef de Wii als “het systeem dat nooit slaapt”. Hoewel er geen welomlijnde details werden verstrekt, werd wel meegedeeld dat de stand-bymodus een zeer gering stroomverbruik zou kennen, ongeveer ter grootte van een kleine gloeilamp.
Verder was er sprake van enige scepsis rondom WiiConnect24 vanwege de aanwezigheid van potentiële beveiligingslekken. Enkele deskundigen adviseerden om het systeem te ontkoppelen van de stroombron om dit probleem te omzeilen.

## Functionaliteit
In een interview met de Japanse krant Nikkei Business Publications onthulde Nintendo's bestuursvoorzitter Satoru Iwata dat WiiConnect24 onder andere kan worden gebruikt voor het downloaden van demo's voor de Nintendo DS.
Volgens Nintendo's Europese Wii-microwebsite kan WiiConnect24 worden gebruikt voor het verzenden van tekstberichten aan familieleden, en voor het uitwisselen van afbeeldingen en berichten met andere Wii-gebruikers.